# Zasloužilý umělec
Le titre de Zasloužilý umělec ou littéralement en français Artiste méritant est un titre honorifique décerné par la Tchécoslovaquie de 1953 à 1990.

## Histoire
Le titre est établi par le décret gouvernemental sur les artistes méritants no 55 en 1953. Il est aboli par la loi sur les décorations d'État no 404 en 1990. Le titre était honorifique et, comme la distinction supérieure d'Artiste national (Národní umělec (cs)), était décerné pour l'ensemble de la carrière, le lauréat recevait un certificat. D'autre part, cette distinction inférieure était décernée uniquement par le gouvernement (et non par le président) et, contrairement à l'Artiste national, ne fournissait pas de soutien matériel à son titulaire.